# IC 2752
IC 2752 је спирална галаксија у сазвјежђу Лав која се налази на листи објеката дубоког неба у Индекс каталогу.
Деклинација објекта је + 14° 7' 28" а ректасцензија 11h 22m 2,0s. Привидна величина (магнитуда) објекта IC 2752 износи 15,2 а фотографска магнитуда 16,0.